# Pridi Banomyong
Pridi Banomyong (in lingua thai: ปรีดี พนมยงค์; trascritto anche Phanomyong) (Ayutthaya, 11 maggio 1900 – Parigi, 2 maggio 1983) è stato un politico, giurista e avvocato thailandese.
Fu uno degli artefici della rivoluzione siamese del 1932, con la quale un gruppo di studenti formatisi in atenei europei e una nuova generazione di militari costrinsero il re Rama VII a trasformare la monarchia assoluta in monarchia costituzionale. Per gli sforzi che fece nel tentativo di cambiare il volto del Paese, viene tuttora riverito come il 'padre della democrazia' in Thailandia. Nel 2000, l'UNESCO ha celebrato il centenario della sua nascita ricordandolo come uno dei padri fondatori della monarchia costituzionale.

## Discendenza cinese
Pridi scrisse che il suo quadrisavolo Heng lasciò il natio villaggio di Etang nella provincia cinese del Guangdong ed emigrò in Siam, l'antico nome della Thailandia, dove nel 1767 si unì alle truppe cinesi del generale Taksin, la cui famiglia era a sua volta originaria del Guangdong. Nel difendere la capitale Ayutthaya dall'attacco birmano. Heng morì sul campo di battaglia e Taksin, dopo essere diventato re del Siam, fece avere una ricompensa alla famiglia che era rimasta in Cina.
Il nipote di Heng, Tan Nai Kok (nomi cinesi 陳盛于 / 陈盛于; Chen Chengyu / Tan Sêng-u), emigrò a sua volta in Siam nel 1814 durante il regno di re Rama II e si stabilì nella ex capitale Ayutthaya, dove si guadagnò da vivere vendendo dolci cinesi e siamesi. Devoto buddhista, Nai Kok sposò la siamese Pin, la cui sorella Boonma è stata un'antenata di Poonsuk, la moglie di Pridi. Il figlio di Tan Nai Nok e Pin, che fu il nonno di Pridi di nome Nai Koet, sposò la figlia di un altro immigrato cinese e quando morì le sue ceneri furono interrate in un santuario del colle Phanomyong, che è all'origine del nome siamese della famiglia. Il padre di Pridi, Nai Siang, fu un ricco mercante e sposò Lukchan, la madre di Pridi, adottando il cognome Phanomyong nel 1866.

## Biografia

### Infanzia e gioventù
Pridi Phanomyong nacque nella Provincia di Ayutthaya durante il regno del sovrano Chulalongkorn (Rama V). Fu il secondo dei cinque figli del padre, dei quali due erano stati fatti con un'altra moglie. Nel 1915, con il decreto relativo ai nomi siamesi emanato da re Vajiravudh (Rama VI, sul trono dal 1910), la famiglia eliminò "Nai" dal nome.

### Studi

#### In Siam
Dopo gli studi iniziali ad Ayutthaya, Pridi si trasferì a Bangkok, dove a 19 anni ottenne il diploma con il massimo dei voti alla Scuola di Legge. In quegli anni maturò interesse per la politica, in particolare fu impressionato dalla caduta nel 1912 della dinastia Manciù in Cina e dalla rivoluzione bolscevica del 1917 in Russia. Nell'ambito del programma di modernizzazione del Paese promosso da Rama VI, ottenne una borsa di studio governativa per studiare in Francia giurisprudenza e economia politica, e nel 1920 si iscrisse all'Università di Parigi.

#### Alla Sorbona di Parigi
Nella capitale francese approfondì la conoscenza delle istanze marxiste-leniniste, dedicando particolare attenzione agli sviluppi della rivoluzione russa e alle implicazioni che questa avrebbe potuto avere in Asia. Dopo essere diventato il leader della locale associazione degli studenti siamesi, fu accusato dall'ambasciatore siamese a Parigi di essere un sovversivo e segnalato come soggetto pericoloso alle autorità reali in patria. Gli fu consentito di portare a termine gli studi grazie alla supplica che il padre rivolse direttamente al re. Tra i connazionali che conobbe in Francia, quelli che avrebbero maggiormente segnato la sua vita furono Prayoon Pamornmontri e Plaek Kittasangka (che in seguito prese il nome Plaek Phibunsongkhram), due cadetti dell'Accademia Militare Siamese inviati a studiare Scienze Politiche il primo e alla Scuola di Artiglieria il secondo.
Fu a Parigi che Pridi iniziò a progettare la trasformazione del Regno del Siam in una monarchia costituzionale. Formò un gruppo segreto di studenti cospiratori in cui Plaek ebbe la parte del braccio armato e Prayoon quella dell'organizzatore. Il gruppo ben presto si espanse e una notevole acquisizione fu quella dell'ufficiale della Reale Marina Militare Sinhu Songkramchai. La conclusione del dibattito interno fu che il popolo siamese non era pronto per formare un movimento di massa e che per ottenere la democrazia sarebbe stato necessario un colpo di Stato organizzato da personaggi inseriti in istituzioni di importanza nevralgica.

### Ritorno in Siam
Al ritorno in patria, nel 1927, Pridi fu assunto al Ministero della Giustizia con l'incarico di lettore alla sua vecchia Scuola di Legge e nei nuovi corsi di Giurisprudenza all'Università Chulalongkorn. Tale incarico gli valse il titolo di Luang (simile a visconte) Praditmanutham (letteralmente; esercizio delle discipline classiche, nome che Pridi scelse da associare a tale titolo). Parallelamente costituì un gruppo di 50 funzionari statali determinati ad ottenere la costituzione, che si affiancarono ai giovani ufficiali delle forze armate reclutati da Plaek e da altri soldati cospiratori. Per passare all'azione era però necessario coinvolgere militari di più alto grado e maggiore influenza.

### Rivoluzione del 1932
In quel periodo il Siam era in piena emergenza economica, derivata dalla crisi globale che seguì la grande depressione del 1929 e dalle enormi spese sostenute dallo Stato durante i regni di Rama V e Rama VI. Il nuovo re Prajadhipok (Rama VII, sul trono dal 1925) si trovò costretto a ridurre gli effettivi delle forze armate e le spese ad esse relative, provocando crescente malumore nei vertici militari e spianando la strada al reclutamento di questi ultimi nel progetto volto ad ottenere la costituzione. Un altro fattore che spinse gli alti ufficiali ad unirsi a Pridi, fu il dispotismo dei principi della casa reale in qualità di comandanti delle truppe.

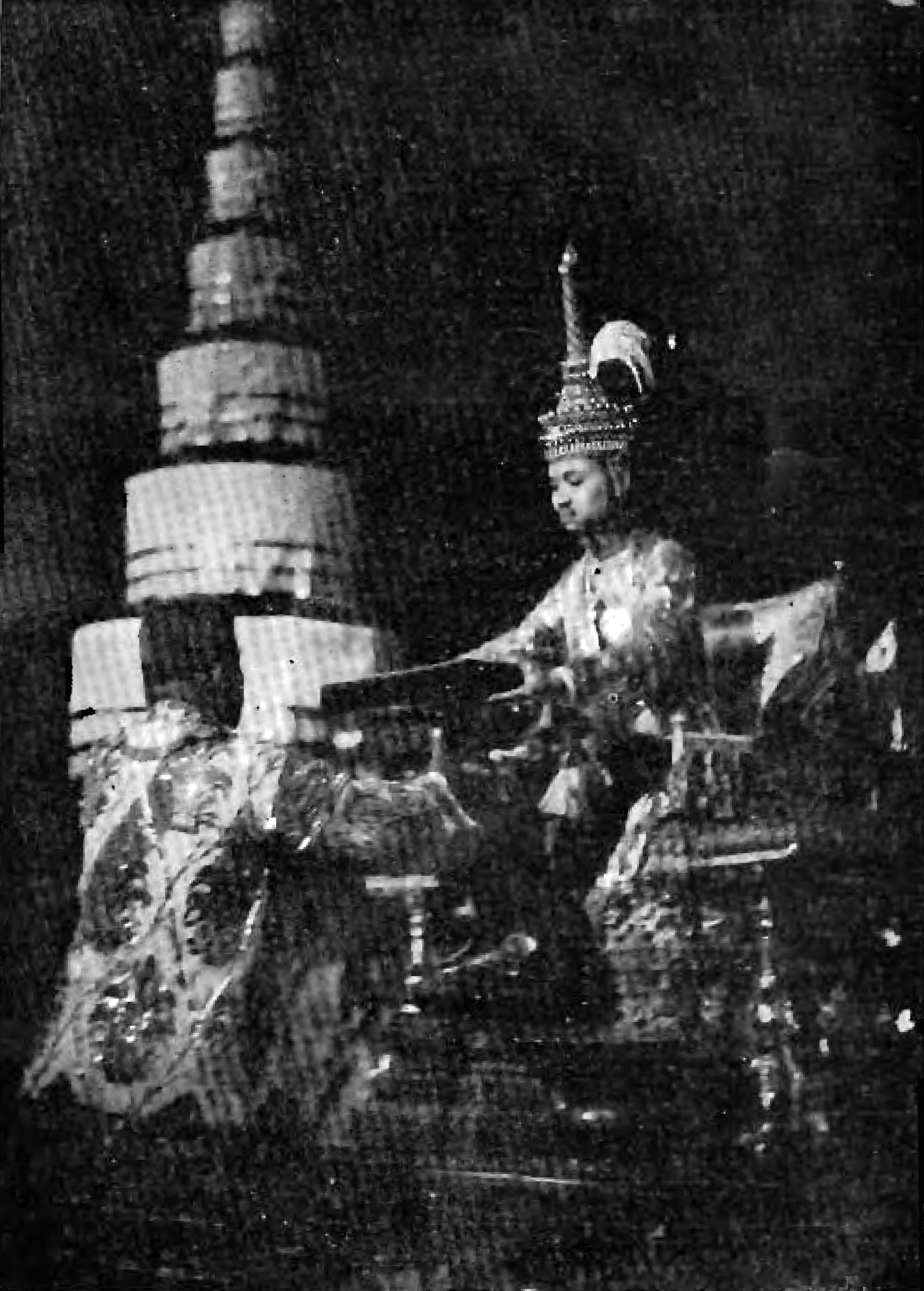
Re Rama VII firma la prima costituzione permanente del Siam il 10 dicembre 1932

I promotori della sollevazione tennero segreto fino all'ultimo il progetto e di concentrare sulla sola capitale Bangkok l'attacco, che ebbe luogo il 24 giugno 1932, mentre il sovrano si trovava in vacanza nel sud del Paese. Fu portato a termine in giornata senza spargimento di sangue, bloccando le comunicazioni e neutralizzando il ministro dell'Interno, che non poté quindi attivare la polizia. Dopo aver bloccato anche la Guardia Reale ed il reggimento cittadino di fanteria, i ribelli si diressero al Grande Palazzo Reale dove venne proclamata l'abolizione della monarchia assoluta e l'istituzione di un governo costituzionale. Fu distribuito il manifesto (stilato da Pridi) del nuovo Partito Popolare (Khana Ratsadon), che criticava ferocemente il re e lo minacciava di essere destituito con la proclamazione della Repubblica se non avesse acconsentito a concedere la costituzione. Nel timore di un possibile intervento britannico, Pridi scrisse una lettera alle diplomazie straniere presenti a Bangkok assicurandole che il nuovo governo non avrebbe cambiato i rapporti tra il Siam e gli altri Stati.
Il re ritornò precipitosamente a Bangkok e diede subito udienza agli organizzatori del colpo di Stato, comunicando che accettava la costituzione e che la concessione della democrazia era già nei suoi piani. Pochi mesi prima una sua proposta di costituzione era stata respinta dal Consiglio Supremo che riteneva la popolazione non ancora pronta alla democrazia.

### La monarchia costituzionale
Aveva così termine la monarchia assoluta e, dopo 150 anni, il Regno di Rattanakosin che lasciava il posto alla monarchia costituzionale del Regno del Siam. Il Consiglio Supremo di Stato venne immediatamente disciolto. La prima Costituzione provvisoria venne scritta da Pridi e fu firmata dal re il 27 giugno 1932; garantiva la continuazione della monarchia, ma il re veniva esautorato da tutti i suoi poteri che passarono al comitato popolare (l 'esecutivo), all'assemblea popolare (il legislativo) e alla corte suprema (il giudiziario). Questi nuovi enti erano egemonizzati dal partito unico. Fu previsto un approccio graduale alla democrazia, subordinandola all'attuazione del piano di scolarizzazione di massa da raggiungere con la creazione della scuola dell'obbligo, in modo che tutti i siamesi acquisissero le conoscenze necessarie per formarsi una propria idea politica.
I rapporti iniziali tra il monarca ed il partito unico Khana Ratsadon furono all'insegna della collaborazione, il re chiese e ottenne che fossero fatti emendamenti nella costituzione provvisoria e ne venisse preparata una permanente. Come primo capo del governo venne scelto per la sua neutralità l'avvocato Manopakorn Nititada, che aveva fatto carriera nel Ministero di Giustizia e si era guadagnato un posto nel Consiglio Privato di re Vajiravudh. Data la loro scarsa esperienza in affari di governo, nessuno dei membri del Khana Ratsadon fu nominato ministro e i dicasteri furono affidati ad esperti burocrati. Pridi fu a capo del comitato che scrisse la prima Costituzione permanente; fu molto più moderata della provvisoria nella forma, restituendo al sovrano alcuni poteri, ma sostanzialmente uguale nei contenuti, e fu promulgata dal re il 10 dicembre 1932. La data del 10 dicembre è tuttora una festa nazionale thai conosciuta come il 'Giorno della Costituzione'.

### Bocciatura della riforma economica e primo esilio
Il partito unico era composto da tre fazioni: una filo-socialista che faceva capo a Pridi Banomyong, un'altra era espressione delle giovani leve dell'esercito ed era guidata dal tenente colonnello Plaek Phibunsongkhram (noto anche con il diminutivo Phibun), e l'ultima, la più potente, era quella legata alle alte gerarchie militari, il cui maggiore esponente era il colonnello Phot Phahonyothin. Ben presto le posizioni liberal-socialiste della fazione civile trovarono dissenzienti molti nobili e militari conservatori, che fondarono il Partito Nazionale.

Pridi nel 1933

Una delle prime novità introdotte da Pridi fu la ristrutturazione delle preesistenti cooperative di credito, istituti che si limitavano a erogare prestiti a gruppi di cittadini. L'associazione di tali cooperative, che era registrata sotto il Reale Dipartimento del Tesoro, fu trasformata in un dipartimento del Ministero dell'Agricoltura. Con il sistema promosso da Pridi, le nuove cooperative si occuparono anche direttamente della produzione e di altre attività ed erano gestite direttamente dai cittadini, con l'assistenza dello Stato. Il prossimo e più ambizioso passo fu quello di presentare una riforma che prevedesse la trasformazione dell'intera economia del Paese secondo il nuovo sistema delle cooperative.
Nell'aprile del 1933 Pridi presentò la sua radicale riforma, conosciuta come il dossier della copertina gialla, che prevedeva la nazionalizzazione delle terre, l'assegnazione delle terre stesse e sussidi ai contadini nonché l'istituzione di un ente di previdenza sociale in favore delle fasce più povere. Accanto a questi elementi di carattere socialista, ve ne erano altri di carattere liberista, come la salvaguardia della proprietà privata e la creazione di una banca nazionale. Nella prima sezione della riforma, Pridi scrisse:
Il disegno di legge fu bollato come comunista e respinto dal re e dal primo ministro Manopakorn Nititada, che fu investito di poteri dittatoriali dal sovrano ed emise leggi di gravità eccezionale. I provvedimenti che prese, conosciuti come il 'colpo di Stato silenzioso', compresero lo scioglimento del parlamento e la sospensione della costituzione. Fece approvare una legge anti-comunista che provocò l'incarcerazione dell'intero Comitato Centrale del Partito Comunista del Siam, nonché la censura e la chiusura di svariate pubblicazioni di sinistra. L'appartenenza ad un'organizzazione comunista divenne passibile di pene fino a 12 anni di reclusione.
Il progetto di Pridi aveva anche spaccato la compagine di governo. Le vibranti proteste dei proprietari terrieri e della vecchia aristocrazia spinsero l'ala conservatrice del Partito Popolare a schierarsi apertamente contro la riforma. Tale spaccatura non si sarebbe più sanata fino al dopoguerra ed avrebbe visto le varie fazioni del partito combattersi con il progressivo indebolimento della fazione civile. I progressisti si trovarono isolati; il 12 aprile 1933 Pridi fu costretto all'esilio e tornò in Francia.

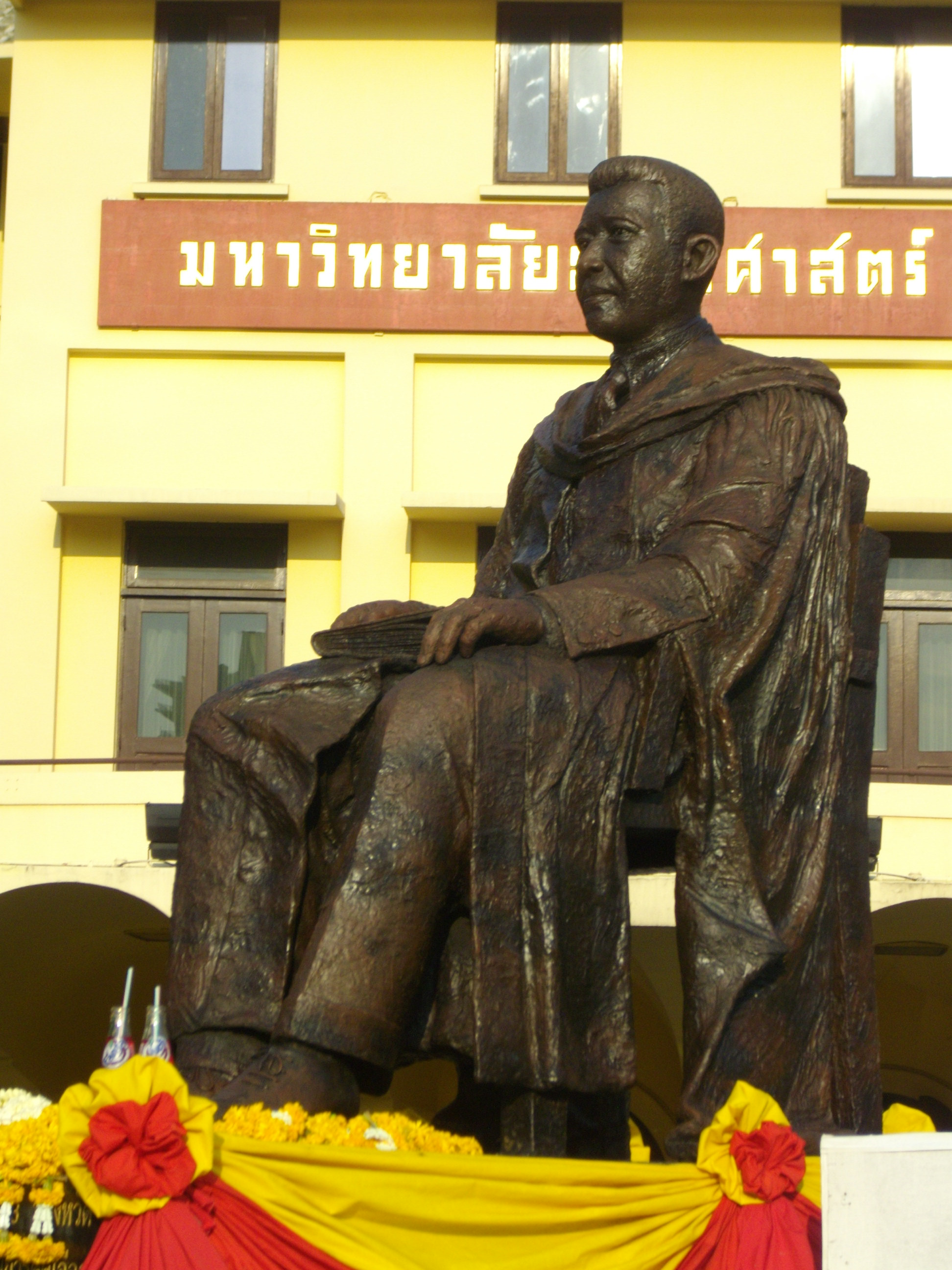
Monumento a Pridi Banomyong nel campus Tha Phrachan di Bangkok dell'Università Thammasat

### Colpo di Stato e ritorno in Siam
La crescente influenza di Nititada e il dispotismo con cui impose il proprio volere allarmarono i vertici della fazione militare del Partito Popolare, e Phot Phahonyothin organizzò il primo colpo di Stato militare nel Paese, che ebbe luogo senza spargimento di sangue il 20 giugno 1933. Phahonyothin si auto-nominò primo ministro, riattivò la costituzione e costrinse il re ad accettare tali eventi e a perdonare Pridi, che fu richiamato dall'esilio ed arrivò a Bangkok il 29 settembre 1933. Il suo ritorno in patria coincise con la ribellione Boworadet, un principe filo-monarchico membro della famiglia reale ed ex ministro della Difesa, che condusse alcuni reggimenti del nord-est all'attacco di Bangkok con l'intento di restituire potere alla monarchia. La rivolta fu soffocata il 23 ottobre dalle truppe di Phibun dopo diversi giorni di scontri a fuoco.

### Fondazione dell'Università Thammasat
Le prime elezioni del Siam, che si tennero nel novembre del 1933 ed elessero i 78 deputati, non spostarono i precedenti equilibri politici e il governo rimase inalterato. Nel primo periodo dopo il suo ritorno, Pridi rifiutò incarichi governativi e si concentrò sullo sviluppo dell'Istruzione Pubblica nazionale. Il 27 giugno 1934 fondò e divenne il rettore dell'Università di Scienze Morali e Politiche (in thai: มหาวิทยาลัยวิชาธรรมศาสตร์และการเมือง; trascr. RTGS: Mahawitthayalai Wicha Thammasat Lae Kan Mueang), il secondo ateneo ad essere istituito nel Paese, che nel 1947 avrebbe mutato il nome in Università Thammasat. La linea guida fu quella di formare studenti che avessero a cuore la democrazia ed il primo dei principi su cui è stata fondata fu quello di garantire al popolo educazione integrale, fino ad allora riservata alla stretta cerchia aristocratica legata alla casa reale.
Il primo anno si iscrissero 7.094 studenti ai corsi di laurea in Giurisprudenza, Economia e Scienze politiche nello stesso periodo in cui alla preesistente Università Chulalongkorn si laureavano 68 studenti all'anno. In breve la Thammasat garantì corsi di laurea magistrale prima e di dottorato poi.

### Incarichi come ministro
Verso la fine del 1934, entrò nel nuovo esecutivo di Phahonyothin con l'incarico di ministro dell'Interno. Nel rimpasto governativo del 1937 gli venne affidato il dicastero degli Esteri, nel quale raggiunse traguardi che nessun altro ministro del Paese sarebbe riuscito a conseguire. Il più significativo fu la firma dei trattati con 12 delle principali potenze mondiali che ne revocarono i diritti di extraterritorialità nel Siam, promettendo in cambio la modernizzazione dei sistemi della Giustizia e delle Finanze nazionali. Riuscì in questo modo a garantire allo Stato siamese il controllo di tutti gli aspetti giuridici e fiscali della propria amministrazione, molti dei quali erano stati persi con i trattati ineguali firmati da Rama III e Rama IV nel XIX secolo. Pridi riuscì anche a convincere i britannici a ridurre dal 6 al 4% il tasso d'interesse sul prestito che il Regno Unito aveva concesso al Siam nel 1924.

### Il potere ai nazionalisti

Pridi Banomyong (secondo da sinistra nella prima fila), ministro dell'Interno nella compagine del primo governo di Plaek Phibunsongkhram (quarto da sinistra)

Dopo che Pridi fu ministro delle Finanze durante l'ultimo breve mandato di Phahonyothin, nel dicembre del 1938 il governo fu affidato per la prima volta a Phibunsongkhram, e Pridi divenne ministro dell'Interno. In quegli anni Phibun si allontanò dagli ideali rivoluzionari del 1932 e dalle posizioni di Pridi, diventando uno degli ispiratori dell'ondata di nazionalismo che sconvolse la Thailandia negli anni trenta. Fu un dichiarato ammiratore di Hitler e Mussolini, al pari dei quali attuò politiche di soppressione delle minoranze etniche, perseguendo soprattutto i cittadini di origine cinese. Il 24 giugno 1939, il Siam cambiò il nome in Thailandia per ordine del nuovo primo ministro, che considerava negativa la provenienza cinese del nome Siam. Nello stesso anno avvenne la svolta dittatoriale di Phibun, che concentrò sulla propria persona maggiori poteri andando contro i principi di democrazia.
Il differente approccio di Phibun e Pridi alla politica si radicalizzò ulteriormente durante la seconda guerra mondiale, quando il dittatore firmò l'alleanza con l'Impero Giapponese. L'accordo con i giapponesi aveva avuto origine dall'appoggio che questi diedero alla Thailandia nella guerra franco-thailandese, voluta da Phibun per riconquistare i territori che ad inizio secolo Rama V era stato costretto a cedere all'Indocina francese. L'attacco thailandese arrivò pochi mesi dopo la campagna con cui la Germania nazista aveva occupato la Francia. Il nuovo governo di Vichy, appoggiato dai tedeschi, non poté sostenere le proprie colonie con rinforzi e rifornimenti. Il breve conflitto ebbe inizio nell'ottobre del 1940 e si concluse con il trattato di Tokyo del 9 maggio 1941, con il quale i territori contesi furono assegnati alla Thailandia grazie alla mediazione giapponese.

### Movimento Seri Thai
Nel dicembre 1941, l'Impero giapponese scatenò l'offensiva nel sudest asiatico dando il via alla guerra del Pacifico, il fronte asiatico del conflitto mondiale. I tentennamenti del governo di Bangkok nel permettere il passaggio delle truppe giapponesi nel proprio territorio, come promesso dopo la guerra con i francesi, portò all'invasione giapponese della Thailandia dell'8 dicembre. Il successivo 21 dicembre, i rappresentanti di Thailandia e Giappone firmarono un'alleanza che impegnava i giapponesi ad aiutare i thai a riconquistare territori ceduti da Rama V ai britannici, e i thai a dare supporto all'espansionismo di Tokyo. Il mese successivo iniziarono i bombardamenti alleati su Bangkok e, il 25 gennaio 1942, il governo thai dichiarò guerra a Stati Uniti e Regno Unito. Nel frattempo Pridi, contrario all'alleanza con i giapponesi, aveva lasciato l'incarico governativo ed era stato confinato al ruolo di reggente del re Ananda Mahidol (Rama VIII, divenuto sovrano all'età di 9 anni nel 1935 dopo l'abdicazione di Rama VII), che stava studiando in Svizzera. In qualità di reggente si rifiutò di controfirmare la dichiarazione di guerra.

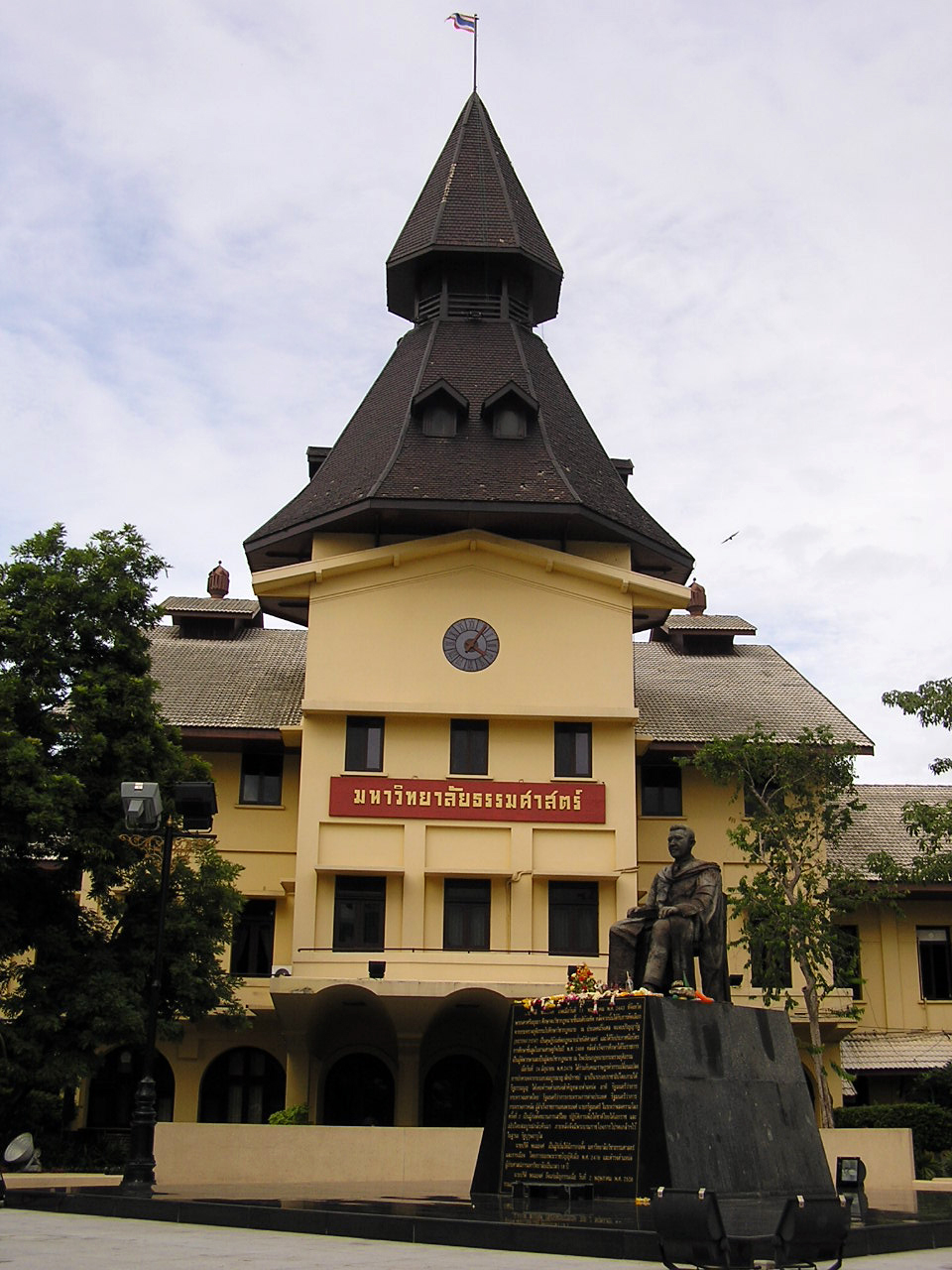
La statua in memoria di Pridi e, sullo sfondo, l'edificio dell'Università Thammasat che ospitava il suo ufficio

Dal suo ufficio di rettore all'Università Thammasat, organizzò la resistenza anti-giapponese nel movimento Seri Thai (Thailandia Libera), reclutando partigiani e tenendo i contatti sia con le forze Alleate che con le rappresentanze britanniche e statunitensi del movimento stesso. Mentre le sorti del conflitto presero una piega sfavorevole per il Giappone, il movimento Seri Thai si ingrossò sensibilmente fino ad influenzare l'Assemblea Nazionale che, nell'agosto del 1944, costrinse Phibun a dimettersi. Fu rimpiazzato da Khuang Aphaiwong, che formalmente collaborava con gli invasori giapponesi ma che in realtà si impegnò nella protezione del movimento Seri Thai.

### Fine della guerra mondiale e ritorno ai vertici della politica
Con la resa del Giappone dell'agosto 1945, il movimento Seri Thai uscì allo scoperto e monopolizzò la scena politica dei tre anni successivi. Per la prima volta nella storia del Paese, la responsabilità di governo non gravava sul re o sui militari ma sui civili. I contatti mantenuti da Pridi con gli Alleati durante la guerra, tesi ad annullare la dichiarazione di guerra del governo di Phibun, permisero alla Thailandia di mantenere una posizione di prestigio. Annullò e dichiarò illegale la dichiarazione di guerra che non aveva firmata facendo le veci del sovrano, e rinnegò tutti gli accordi che Phibun aveva siglato con i giapponesi. La sua fama era cresciuta e fu considerato in quel periodo lo statista più influente di Thailandia ed il più potente dell'intero sudest asiatico. Il supremo comandante delle forze Alleate in oriente, Lord Mountbatten, lo descrisse come una delle personalità indocinesi più romantiche del conflitto mondiale.
Nell'immediato dopoguerra, Pridi contribuì attivamente nella Lega del Sudest Asiatico, nata negli anni trenta a supporto dei movimenti rivoluzionari che lottavano per l'indipendenza in quell'area. Ordinò che tutte le armi inutilizzate spedite dagli Alleati al movimento Seri Thai fossero distribuite tra Vietnam, Laos e Cambogia per aiutarle a disfarsi della colonizzazione francese. Dopo essere stato durante la guerra il referente degli Stati Uniti in Thailandia, questa presa di posizione lo avrebbe reso inviso alle Potenze occidentali entrate nella guerra fredda contro l'Unione Sovietica, che riforniva a sua volta di armi i ribelli indocinesi. Da un altro lato, il supporto di Pridi a quelle cause rivoluzionarie avrebbe contribuito negli anni settanta a normalizzare le relazioni tra la Thailandia e i governi di quegli stessi Paesi, quando vi fu il tentativo di appianare le divergenze nate con la guerra fredda.
La politica rivoluzionaria di Pridi e la crisi economica a cui contribuì l'obbligo imposto alla Thailandia di pagare i danni di guerra, innescarono gravi divergenze tra le diverse fazioni civili che erano ai vertici della politica nazionale. In seguito allo scontro che ebbe con Pridi, Aphaiwong rassegnò le dimissioni nell'agosto del 1945. Il suo posto fu preso per un breve periodo da Tawee Boonyaket, che lasciò subito spazio al conservatore Seni Pramoj, di ritorno dagli Stati Uniti dove era stato l'ambasciatore del regno ed il locale referente del movimento Seri Thai. Il nuovo governo non riuscì a fronteggiare la crisi economica, l'inflazione raggiunse alti livelli ed affiorò il malcontento popolare, che aumentò dopo la restituzione dei territori conquistati dalla Thailandia durante la guerra. Nel gennaio del 1946, Pridi fece nuovamente nominare primo ministro Aphaiwong, che due mesi dopo rassegnò le dimissioni per i contrasti con il parlamento. Per restituire al popolo fiducia nel governo civile, il 24 marzo 1946 Pridi fu posto a capo del governo.

### Primo ministro, morte di Rama VIII e dimissioni
Uno dei suoi primi impegni fu la preparazione di una nuova costituzione, che stilò con il gabinetto dei ministri. Fu approntata nel maggio del 1946 e prevedeva l'introduzione della legislazione bicamerale con la suddivisione del parlamento nella Camera dei rappresentanti, eletti dal popolo, e nel Senato, i cui membri venivano eletti dalla prima camera. La novità delle due camere era già stata sperimentata nelle precedenti elezioni del gennaio 1946, le prime nel Paese a cui parteciparono i partiti politici, nelle quali la coalizione guidata da Pridi si era aggiudicata la netta maggioranza dei seggi. La coalizione era formata dal partito di Pridi (il Fronte Costituzionale) e dal Partito di Cooperazione, mentre nella coalizione dei conservatori vi era il Partito Democratico fondato l'anno precedente da Seni Pramoj e Khuang Aphaiwong. In quello stesso anno fu nuovamente imposto al Paese il vecchio nome Siam.
Durante il periodo in cui fu primo ministro, il processo per crimini di guerra contro Phibun fu annullato; l'ex dittatore poté salvarsi grazie alle simpatie di cui godeva tra i nazionalisti e sulla base del fatto che aveva operato le proprie scelte credendo che fossero le più opportune per il Paese. Inoltre, Pridi aveva rigettato la richiesta di estradizione negli Stati Uniti del dittatore. Il 9 giugno 1946, il giovane re Ananda Mahidol fu trovato morto nel suo letto con un proiettile in testa in uno degli edifici del Grande Palazzo Reale, in circostanze tuttora avvolte dal mistero. Quello stesso giorno fu nominato re Bhumibol Adulyadej (Rama IX), fratello minore di Ananda Mahidol. Il luttuoso evento danneggiò pesantemente il prestigio di Pridi, anche se si era dimesso dalla carica di reggente nel dicembre precedente, quando il sovrano era tornato in Thailandia. Tra le voci che circolarono, vi furono quelle che lo ritennero mandante del regicidio. Ad agosto Pridi rassegnò le dimissioni adducendo motivi di salute, affidò il governo al suo alleato retroammiraglio Thawan Thamrongnawasawat e intraprese un lungo viaggio all'estero.

### Inizio dell'influenza statunitense, il ritorno al governo dei militari ed esilio definitivo

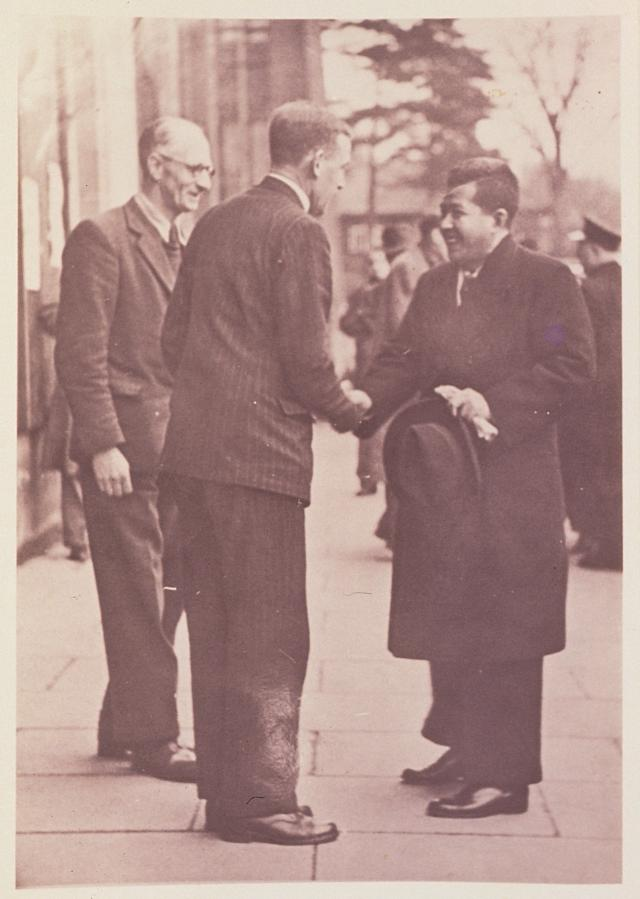
Pridi, a destra, a Londra nel 1947

Le lotte che si erano innescate tra le varie fazioni politiche dei civili nel dopoguerra minarono la loro capacità di resistere al ritorno al potere dei militari. La perdita di credibilità di Pridi dopo il regicidio e il modo con cui furono eseguite le indagini relative allo stesso regicidio, contribuirono a indebolire il governo di Thamrongnawasawat. I nazionalisti approfittarono della crisi e si rinforzarono sensibilmente, in particolare sfruttarono il risentimento popolare per le condizioni dell'economia nazionale prostrata dall'obbligo di risarcire i britannici per i danni di guerra. Inoltre criticarono apertamente i governi civili per la loro politica conciliante verso le minoranze cinesi, musulmane e delle tribù di montagna. Un altro fattore che aveva contribuito al declino di Pridi, era stata l'ostinazione con cui aveva perseguito il piano di trasformare il Paese in un insieme di cooperative quando era primo ministro. Oltre ad aver terrorizzato i proprietari e i conservatori, tale piano sarebbe stato giudicato a posteriori come prematuro.
Dopo essere uscito indenne dal processo per crimini di guerra, Phibun aveva saputo conservare la propria influenza sulla fazione nazionalista delle forze armate. Era inoltre visto dalle classi più abbienti della popolazione civile come il baluardo contro l'avanzata del comunismo in Siam. Fu in quegli anni che ebbe inizio la guerra fredda su scala mondiale e gli Stati Uniti estesero enormemente la propria influenza sul Siam, preoccupati per il crescente successo dei comunisti nella regione, in particolare nel Vietnam. Washington considerava ancora Phibun un criminale e un nemico, ma ritenne necessario che il potere fosse tolto al troppo progressista Pridi e affidato al Partito Democratico dei conservatori Pramoi e Aphaiwong. Gli Stati Uniti acconsentirono quindi con riserva al ritorno di Phibun, in grado di appoggiare con l'esercito il Partito Democratico e di ispirare il colpo di Stato militare organizzato da Phin Choonhavan l'8 novembre 1947 che pose fine al governo di Thamrongnawasawat e all'egemonia di Pridi Banomyong.
Quest'ultimo, da poco rientrato dal suo viaggio all'estero, fu ricercato dalle truppe golpiste ma riuscì a mettersi in salvo e a fuggire nuovamente all'estero, finendo per stabilirsi in Cina. Cercò poi di trasferirsi in Messico passando per gli Stati Uniti, ma all'aeroporto di Shanghai il vice-console statunitense nonché agente della CIA gli annullò il visto d'ingresso. Si rese quindi conto dell'ostilità con cui veniva trattato dagli americani, che pur lo avevano insignito con onorificenze per il suo apporto anti-giapponese durante la guerra.
Il governo fu affidato nuovamente a Khuang Aphaiwong, in modo da accontentare i conservatori civili e soprattutto il governo statunitense, mentre Phibun fu nominato comandante in capo dell'esercito. In seguito, quando Khuang si dimostrò troppo intraprendente, Phibun mise in atto un nuovo colpo di Stato e si fece nominare primo ministro l'8 aprile 1948. Phibun, duramente avversato dagli Stati Uniti durante la seconda guerra mondiale, con la sua politica anticomunista si sarebbe rivelato un prezioso alleato di Washington in Indocina.

### Ultimo tentativo di riprendere il potere
Nei tre anni successivi, Phibul dovette fronteggiare diversi tentativi di colpi di Stato; uno fu organizzato nell'autunno del 1948 da membri dell'esercito fedeli a Pridi, ma fu soffocato prima ancora di essere eseguito, un altro fu organizzato nel febbraio successivo dallo stesso Pridi con l'apporto di unità della Reale Marina Militare e del Reale Corpo dei Marines, che furono sopraffatte dopo tre giorni di combattimenti. Questa rivolta portò all'indebolimento della Marina Militare e all'allontanamento di diversi dei suoi più alti ufficiali; fu anche l'ultima visita in Thailandia di Pridi, che riuscì a mettersi in salvo e a rifugiarsi in Cina sotto la protezione del primo ministro Zhou Enlai.
Per quanto riguarda le accuse di regicidio, Phibun cercò di addossare a Pridi la responsabilità di mandante del crimine per distruggerne la carriera politica e giustificare il colpo di Stato del 1947. Malgrado non sia mai emersa alcuna prova che indicasse l'autore dell'omicidio, il regime di Phibun organizzò un plateale processo contro i presunti responsabili, che sarebbe terminato nel 1954 davanti alla corte suprema con il verdetto di colpevolezza contro tre personaggi minori, ritenuti dalle opposizioni dei capri espiatori. In tutti i gradi del processo, considerato da molti una farsa, non fu mai emesso alcun verdetto nei confronti di Pridi; anche il sovrano Bhumibol Adulyadej affermò di non credere che Pridi fosse coinvolto nell'assassinio del fratello.
Il rivoluzionario progetto di Pridi relativo alle cooperative fu a sorpresa portato avanti da Phibun che, segretamente, si tenne in contatto con lo stesso Pridi e con il governo di Pechino. Nel 1952, il Dipartimento delle Cooperative fu elevato a dicastero autonomo diventando il Ministero delle Cooperative, del quale lo stesso Phibun si pose a capo. Incoraggiò svariati tipi di cooperative, tra cui quelle terriere, quelle di consumo, di produzione, di credito ecc. Nel 1954, Pridi fece un appello alla nazione dalla Cina, esortando i thailandesi a liberarsi della dittatura e dell'influenza americana. Nel 1957, il governo fu rovesciato da un colpo di Stato organizzato da una fazione filo-americana dell'esercito e Phibun, che aveva continuato a tenere i contatti con la Cina maoista, venne incriminato con l'accusa di corruzione e costretto a fuggire in esilio. Nel 1963, il Ministero delle Cooperative fu degradato e tornò ad essere un dipartimento dell'Agricoltura. Il seme piantato da Pridi continuò comunque a riprodursi ed il dipartimento è tuttora attivo con diverse iniziative interessanti.
Dopo 20 anni trascorsi in Cina, Pridi Banomyong si trasferì nuovamente in Francia, dove passò gli ultimi anni di vita assieme alla moglie Poonsuk. Morì il 2 maggio 1983 nella sua casa di Parigi.

## Onorificenze

### In Thailandia
- Medaglia a salvaguardia della costituzione
- Cavaliere di Classe Speciale con Gran Cordone del Nobilissimo Ordine della Corona di Thailandia
- Medaglia con il monogramma reale di Ananda Mahidol
- Medaglia Dushdi Mala - Militare
- Cavaliere di Classe Speciale con Gran Cordone dell'Elevatissimo Ordine dell'Elefante Bianco
- Cavaliere di Gran Croce di Prima Classe dell'Illustrissimo Ordine di Chula Chom Klao
- Cavaliere dell'Antico e Auspicale Ordine delle Nove Gemme

### All'estero
- Cavaliere di Prima Classe dell'Ordine del Sol Levante (Giappone)
- Cavaliere di Gran Croce della Legion d'onore (Francia)
- Cavaliere con Gran Cordone dell'Ordine di Leopoldo (Belgio)
- Cavaliere di Gran Croce dell'Ordine dei Santi Maurizio e Lazzaro (Italia)
- Cavaliere di Gran Croce dell'Ordine di San Michele e San Giorgio (Regno Unito)
- Medaglia della Libertà con Palama Dorata (Stati Uniti d'America)
- Commendatore di Gran Croce dell'Ordine di Vasa (Svezia)
- Cavaliere di Gran Croce dell'Ordine dell'Aquila tedesca (Germania)